# Anubias barteri
Anubias barteri är en kallaväxtart som beskrevs av Heinrich Wilhelm Schott. Anubias barteri ingår i släktet Anubias och familjen kallaväxter. IUCN kategoriserar arten globalt som livskraftig.

## Underarter
Arten delas in i följande varieteter:
- A. b. var. angustifolia
- A. b. var. barteri
- A. b. var. caladiifolia
- A. b. var. glabra
- A. b. var. nana

## Bildgalleri

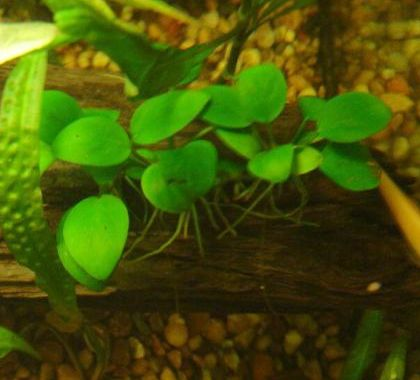
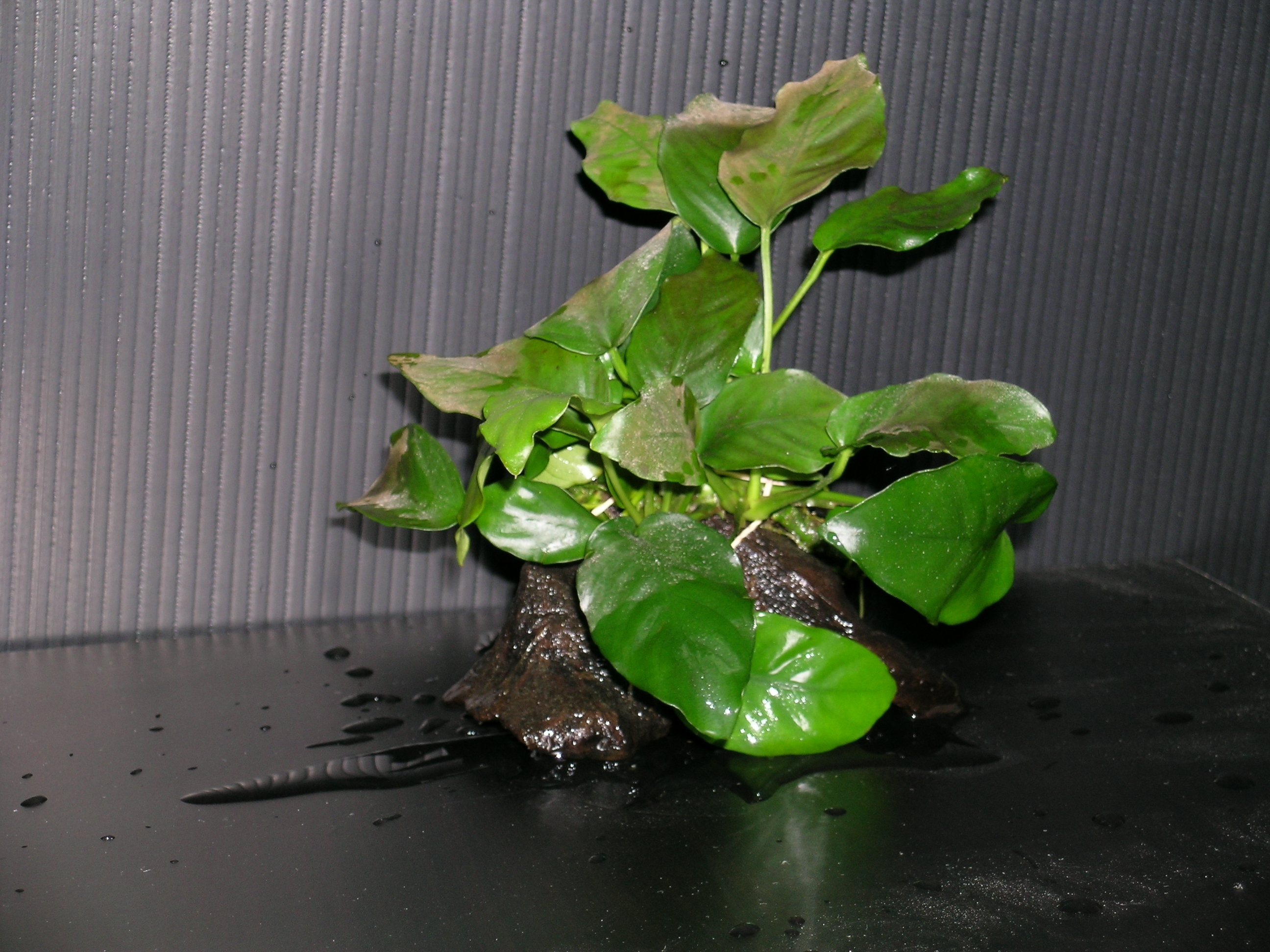
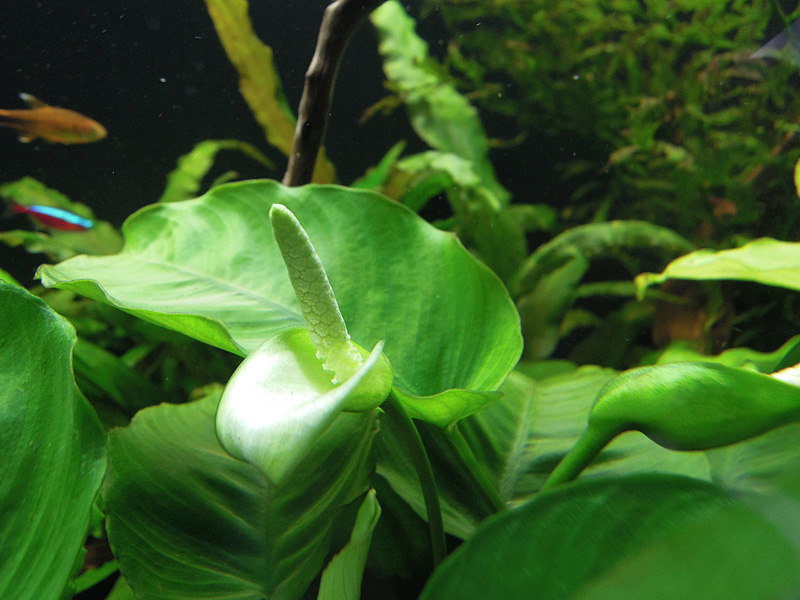
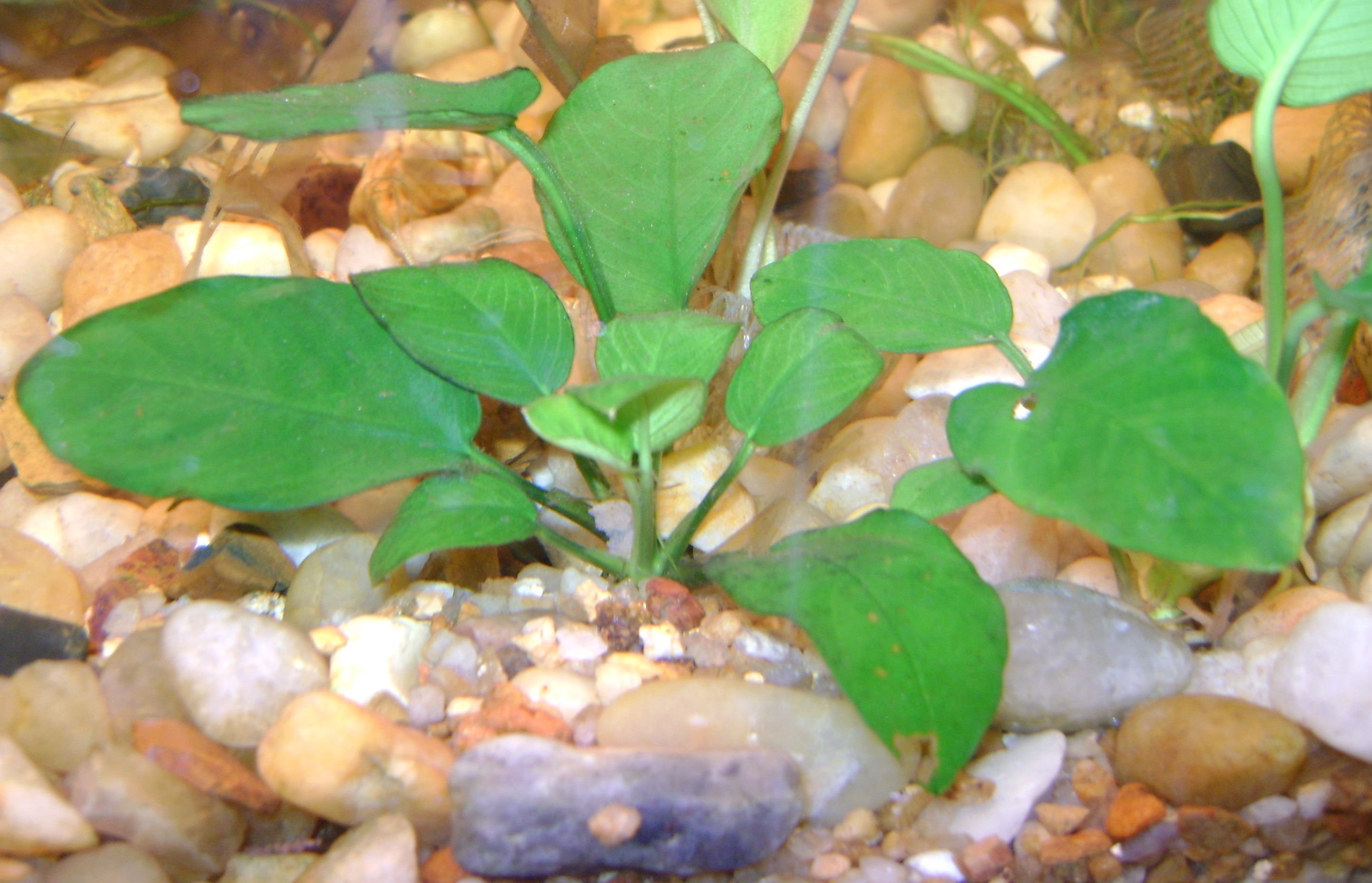